# Jacques Louis François Milet
Jacques Louis François Milet, né le 30 novembre 1763 à Le Carbet en Martinique et mort le 18 septembre 1821 à Fontainebleau, en Seine-et-Marne, est un général français de la Révolution et de l’Empire.

## Biographie

### Du sous-lieutenant au général de brigade
Il entre en service le 25 janvier 1792 comme sous-lieutenant au 8e régiment de dragons. Nommé lieutenant le 23 décembre suivant, il devient capitaine le 17 novembre 1793 et chef d’escadron le 4 février 1794. Il reçoit ensuite son brevet de chef de brigade le 7 février 1797 et participe au Coup d'État du 18 brumaire les 9 et 10 novembre 1799. Milet est promu général de brigade le 5 juillet 1800 et il est employé immédiatement à l’armée d’Italie. Le 15 mai 1801, il est envoyé à l’armée d’observation du Midi et le 23 septembre 1802, il passe dans la 20e division militaire, avant de commander en août 1803 le cantonnement de dragons à Amiens. Il est fait chevalier de la Légion d’honneur le 11 décembre 1803 et commandeur de l’ordre le 14 juin 1804. 

### Sous l'Empire et la Restauration
De 1805 à 1807, il participe à la campagne d’Autriche et à celle de Prusse et de Pologne, d'abord avec la 1re puis la 2e division de dragons de la Grande Armée. Il est créé baron de l’Empire le 28 octobre 1808. En 1809, le général est affecté à l’armée d’Espagne et en 1811, il commande comme gouverneur la province d'Ávila. Il est mis à la retraite le 4 janvier 1812. En 1813, il repousse une colonne ennemie qui, près de Sabadell, a attaqué un convoi dont il protège la marche. Lors de la Première Restauration, le roi Louis XVIII le fait chevalier de Saint-Louis en août 1814. Le général Milet meurt le 18 septembre 1821, à Fontainebleau. 

## Dotations
- Le 17 mars 1808, donataire d’une rente de 10 000 francs sur les biens réservés en Westphalie.

## Armoiries
| Figure | Nom du baron et blasonnement |
| ------ | --- |
|        | Armes du baron Jacques Louis François Milet et de l'Empire, décret du 19 mars 1808, lettres patentes du 26 octobre 1808, commandeur de la Légion d'honneur Écartelé; au premier d'azur aux deux étoiles d'argent posées de fasce, au deuxième des barons militaires; au troisième de gueules au lion d'or grimpant; au quatrième, de sable au casque d'or - Livrées : les couleurs de l'écu. |

## Sources
- (en) « Generals Who Served in the French Army during the Period 1789 - 1814: Eberle to Exelmans »
- Thierry Pouliquen, « Les généraux français et étrangers ayant servis [sic] dans la Grande Armée » (consulté le 23 juin 2014)
- « La noblesse d’Empire » (consulté le 23 juin 2014)
- « Cote LH/1875/51 », base Léonore, ministère français de la Culture
- A. Lievyns, Jean Maurice Verdot, Pierre Bégat, Fastes de la Légion-d'honneur, biographie de tous les décorés accompagnée de l'histoire législative et réglementaire de l'ordre, tome 3, Bureau de l’administration, janvier 1844, 529 p. (lire en ligne), p. 340.
- (pl) « Napoléon.org.pl »
- Vicomte Révérend, Armorial du Premier Empire, tome 3, Honoré Champion, libraire, Paris, 1897, p. 217.